# Meteoritul din Regatul Unit din 2012
Meteoritul din Regatul Unit din 2012 a fost un obiect care a intrat în atmosferă deasupra Regatului Unit, vineri 21 septembrie 2012 în jurul orei locale 11. Multe agenții de știri din Marea Britanie au raportat acest fapt.

## Urmări
Mai multe teorii au fost făcute cu privire la originea apariției - de a fi un meteorit la un OZN. Inițial, teoria cea mai importantă considera obiectul un satelit artificial vechi (de exemplu, o bucată mare de gunoi spațial) reintrat în atmosferă. Cu toate acestea, mai târziu, analiza a arătat că era foarte puțin probabil să fie gunoi spațial. A călătorit prea repede, viteze posibile pentru meteori, în plus, au traversat cerul de la est la vest, în timp ce aproape toți sateliții de pe orbită sunt de la vest la est sau de la nord la sud.
Potrivit matematicianului finlandez Esko Lyytinen, meteoritul a fost capturat de gravitația Pământului și a reintrat în atmosfera deasupra Statelor Unite ale Americii și Canadei, 155 minute mai târziu.